# Dressuur

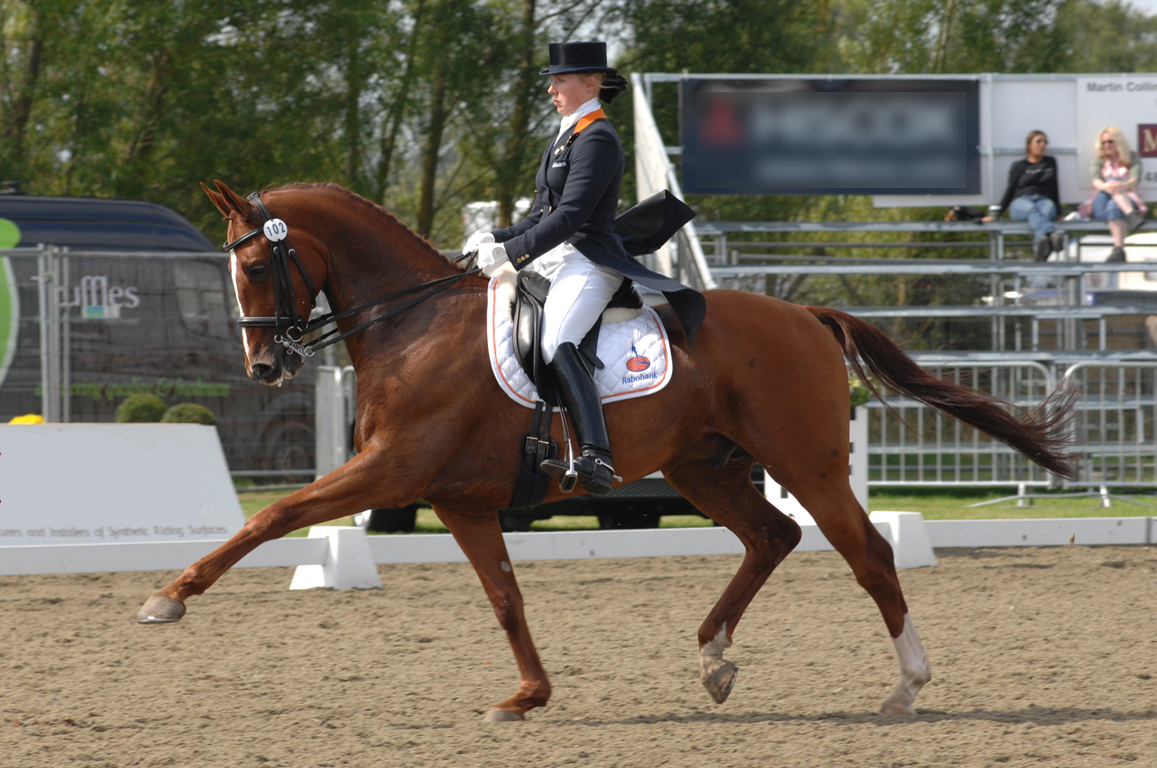
Uitgestrekte draf tijdens een wedstrijd door Jenny Schreven

Draf

Spaanse pas (hogeschool)

Passage (hogeschool)

Piaffe (hogeschool)

De dressuur is de gymnastische basis van de paardensport. Dressuur betekent eigenlijk het gymnastiseren en het gehoorzaam maken van het paard door de ruiter. Daarmee is het de basis van alle andere ruitersporten – maar dressuur in zichzelf wordt ook uitgebreid beoefend.

## Training
Een paard is in eerste instantie niet gebouwd om een mens te dragen en de ruiter dient daarom als een van de eerste dingen te leren onafhankelijk in balans te zitten, de bewegingen van het paard te volgen en zijn hulpen onafhankelijk van elkaar te geven. Dat wil zeggen dat de ruiter zijn spieren afzonderlijk van elkaar leert gebruiken en het paard niet stoort in zijn bewegingen. Vervolgens is het de bedoeling dat het paard leert zijn lijf fysiek zo correct mogelijk te gebruiken en daarbij plezier in zijn 'werk' heeft. In de training maakt men gebruik van de natuurlijke bewegingen van het paard en zijn instinct waaronder zijn kuddegedrag (de ruiter wordt de leider en het paard volgt) en vluchtgedrag. Als vertrouwen tussen ruiter en paard ontbreekt, is het correct trainen onmogelijk.

### Doelstellingen volgens hetSkala der Ausbildung(Klassieke dressuur)
1. Tact: elke pas wordt met dezelfde kracht, regelmaat en afdruk gemaakt (simpel gezegd: alle passen zijn gelijk in hetzelfde ritme)
2. Ontspanning: het paard ontspant zichzelf zowel mentaal als fysiek.
3. Aanleuning: een constante, ontspannen verbinding van de achterhand naar de voorhand van het paard, terug naar de hand van de ruiter (simpel gezegd: het paard geeft de ruiter aan beide teugels dezelfde, ontspannen verbinding en volgt te allen tijde de hand van de ruiter).
4. Impuls: de voorwaartse drang van het paard, opgewekt én gecontroleerd door de ruiter (simpel gezegd: het paard geeft de ruiter elke pas het gevoel uit zichzelf voorwaarts te willen in het tempo dat de ruiter aangeeft).
5. Rechtgerichtheid: een paard dat in balans loopt waarbij hij zijn gewicht zowel aan zijn linker- als zijn rechterzijde gelijk verdeelt en zijn spieren aan beide zijden even lenig en sterk zijn (simpel gezegd: het paard is aan twee kanten gelijk en loopt even simpel linksom als rechtsom).
6. Verzameling: het gewicht dat het paard op zijn achterhand draagt. Door het snel leren optillen van zijn achterbeen en het onder de massa te brengen gaat het paard zijn gewicht meer op zijn achterhand dragen, de graad van de verzameling hangt af van de scholing van het paard en de graad van africhting (simpel gezegd: zijn gewicht in meer of mindere mate op de achterhand dragen).

In feite moet men deze 6 doelstellingen steeds tegelijkertijd nastreven. Al deze punten zijn in verband met elkaar en kunnen dus ook niet los van elkaar gezien worden. Er is bijvoorbeeld voorwaartse drang en tempocontrole (impuls) nodig voor een beter balans (rechtgerichtheid), terwijl een beter balans ervoor zorgt dat het paard makkelijker voorwaarts loopt en zijn tempo kan beheersen.

## Dressuursport
Het beheersen van de basisdressuur wordt over het algemeen gezien als een voorwaarde voor het beoefenen van andere disciplines binnen de paardensport, wat zich ook uit in het feit dat er minimaal één winstpunt nodig is in de dressuur, voordat men mee mag doen aan springwedstrijden.
Landen die sterk in de discipline dressuur zijn, zijn Nederland, Duitsland, Spanje, de Verenigde Staten en Frankrijk. De wereldranglijst wordt bijgehouden door BCM en het FEI samen, onder de naam Dressage Riders' World Rankings List.

### Nederlandse wedstrijden
| Klassering |                      |
| B          | Basis                |
| L          | Licht                |
|            | L1 en L2             |
| M          | Middel               |
|            | M1 en M2             |
| Z          | Zwaar                |
|            | Z1 en Z2             |
| ZZ         | Zeer Zwaar           |
|            | ZZ-Licht en ZZ-Zwaar |

Bij dressuurwedstrijden in Nederland beoordeelt een jury de mate van gymnastisering en beheersing van het paard. Voor wat betreft de basissport (breedtesport) gebeurt dat in vier primaire klassen.
In een dressuurproef van de B tot en met de M2 kunnen maximaal 300 punten behaald worden, in 29 handelingen. Deze punten worden onderverdeeld in de zogenaamde winstpunten. Indien er voor de handelingen gemiddeld een 6 wordt gereden, behaalt men 180 punten, dit is één winstpunt. Met 10 winstpunten kan men naar de volgende klasse, met 30 winstpunten móét men door. Deze proeven worden gereden in een rijbaan van 20 bij 40 meter. In de Z1 en de Z2 is dit aantal 340 punten, in 34 handelingen. Hier moeten dus 204 punten verdiend worden om een winstpunt te rijden. Deze zware proeven worden officieel gereden in een rijbaan van 20 bij 60. In de proeven geeft de jury per handeling een cijfer variërend van 0 tot 10. Een 0 staat voor niet uitgevoerd en een 10 voor uitmuntend. Een 10 wordt echter zelden gegeven, zelfs in de topsport.
De Nederlandse sportfederatie voor de paardensport is de Koninklijke Nederlandse Hippische Sportfederatie, afgekort KNHS. Vrijwel alle wedstrijden worden onder de regels van deze federatie gereden, maar er zijn ook zogenaamde onderlinge wedstrijden, meestal van een of enkele verenigingen of rijscholen. Deze wedstrijden vallen als ze in manegeverband gereden worden onder de Federatie Nederlandse Ruitersportcentra, afgekort FNRS. Er is voor deze wedstrijden een naslagwerk "Leer paardrijden met plezier", waarin proeven zijn opgenomen van dressuur, caprilli (begin van springen) en western. Let wel, dit zijn slechts aanzetten voor de net genoemde takken van de sport. De dressuurproeven bestaan uit proef A en B en lopen van F1 t/m F20, de caprilli-proeven lopen van C1 t/m C4 en de westernproeven lopen van W1 t/m W10. Daarnaast zijn er speciale dressuurproevenboekjes verkrijgbaar bij ruitersportzaken, waarin alle voornoemde proeven zijn opgenomen. Bij de jurering wordt meer op de ruiter dan de combinatie gelet (de combinatie bestaat uit een manegepaard en manegeruiter). Er wordt vooral gelet op de correctheid van de hulpen van de ruiter. Het paard hoeft de handelingen niet per se uit te voeren, als de hulpen maar correct gegeven zijn. Je moet aantonen dat je iets meerdere keren probeert. Als je de handeling alsnog goed uitvoert, krijg je evengoed nog een gedeelte van de punten. Het minimale puntenaantal om de proef te halen is 210. Er wordt bij deze onderlinge wedstrijden gereden onder het reglement van het KNHS, omdat dit algemeen aanvaard is.
Een grote dressuurbaan met de letters die de plaats aangeven waar bepaalde figuren gereden worden.

## Hogeschooldressuur
Onder Hogeschool of hogeschooldressuur verstaat men paardendressuur met bewegingen als capriole en levade. Dit is het hoogste niveau dat in de dressuursport te bereiken is. Voor de hogeschooldressuur gebruikt men gewoonlijk barokpaarden.
Er bestaan oefeningen op de grond (pirouette, passage, piaffe, terre à terre, Spaanse draf) en oefeningen boven de grond (onder andere ballotade, courbette, croupade, capriole, levade en pesade). Hogeschool wordt beoefend in de Spaanse rijschool in Wenen, door de ruiters van het Cadre Noir in Frankrijk en in de nationale rijschool in Lissabon.
Hogeschooldressuur wordt niet in wedstrijdvorm beoefend. De scholen 'op de grond' worden ook door dressuurruiters op de hoogste niveaus van de wedstrijdsport gereden. Het hoogst haalbare niveau binnen de dressuur is 'Grand Prix' met elementen uit de hogeschool als piaffe, passage, pirouette, wissel om de pas en dergelijke.
Omdat de kunst van het africhten van een paard tot en met deze hogeschool eeuwenoud is, spreekt men ook wel van 'klassieke rijkunst'. Dit is een ietwat verwarrende term: ook een ruiter die geen vergevorderde oefeningen rijdt, maar wel te werk gaat volgens 'de klassieke methode' in tegenstelling tot bijvoorbeeld westernrijden, beoefent de klassieke rijkunst.

## Afbeeldingen

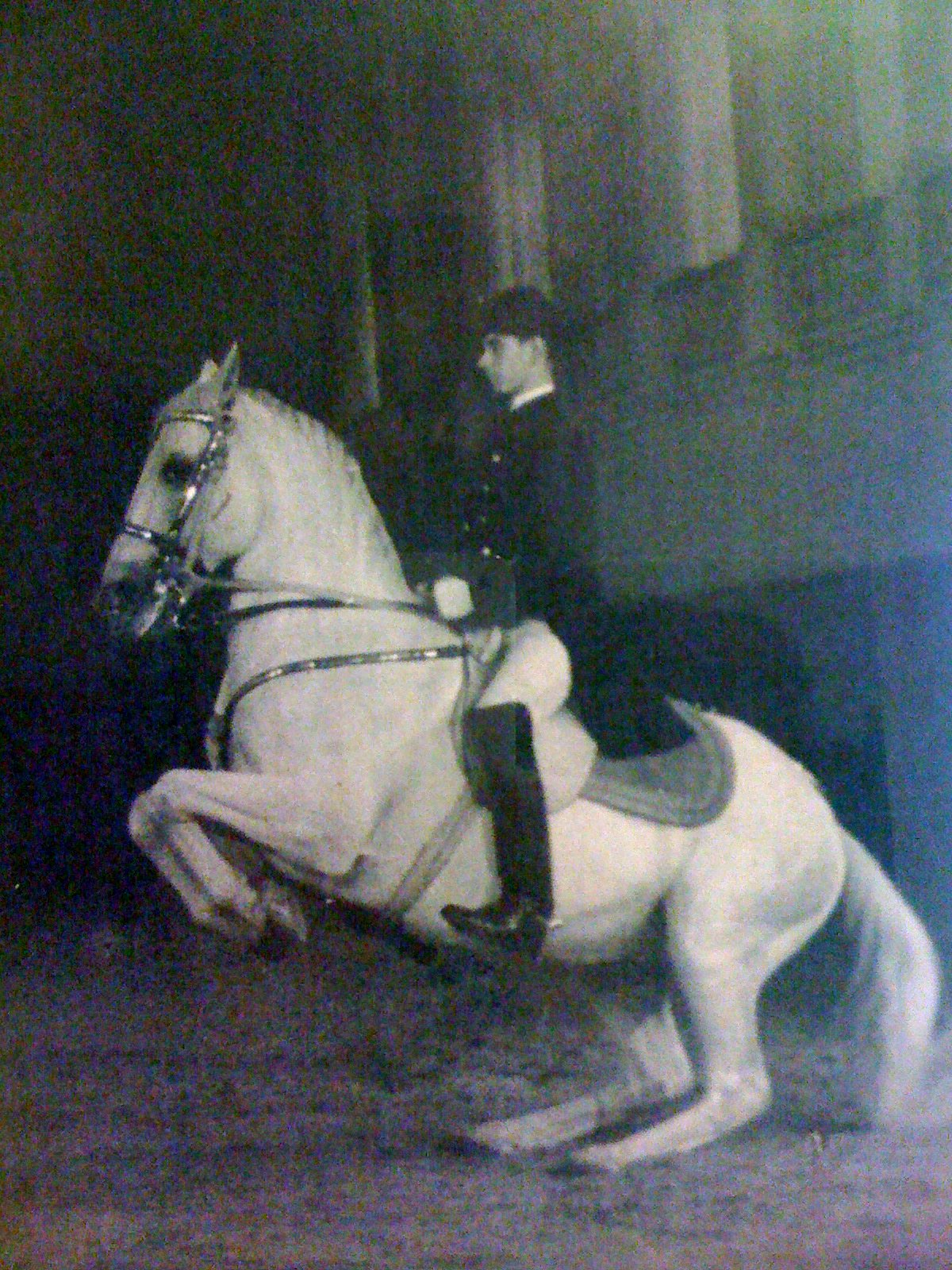
Levade onder het zadel
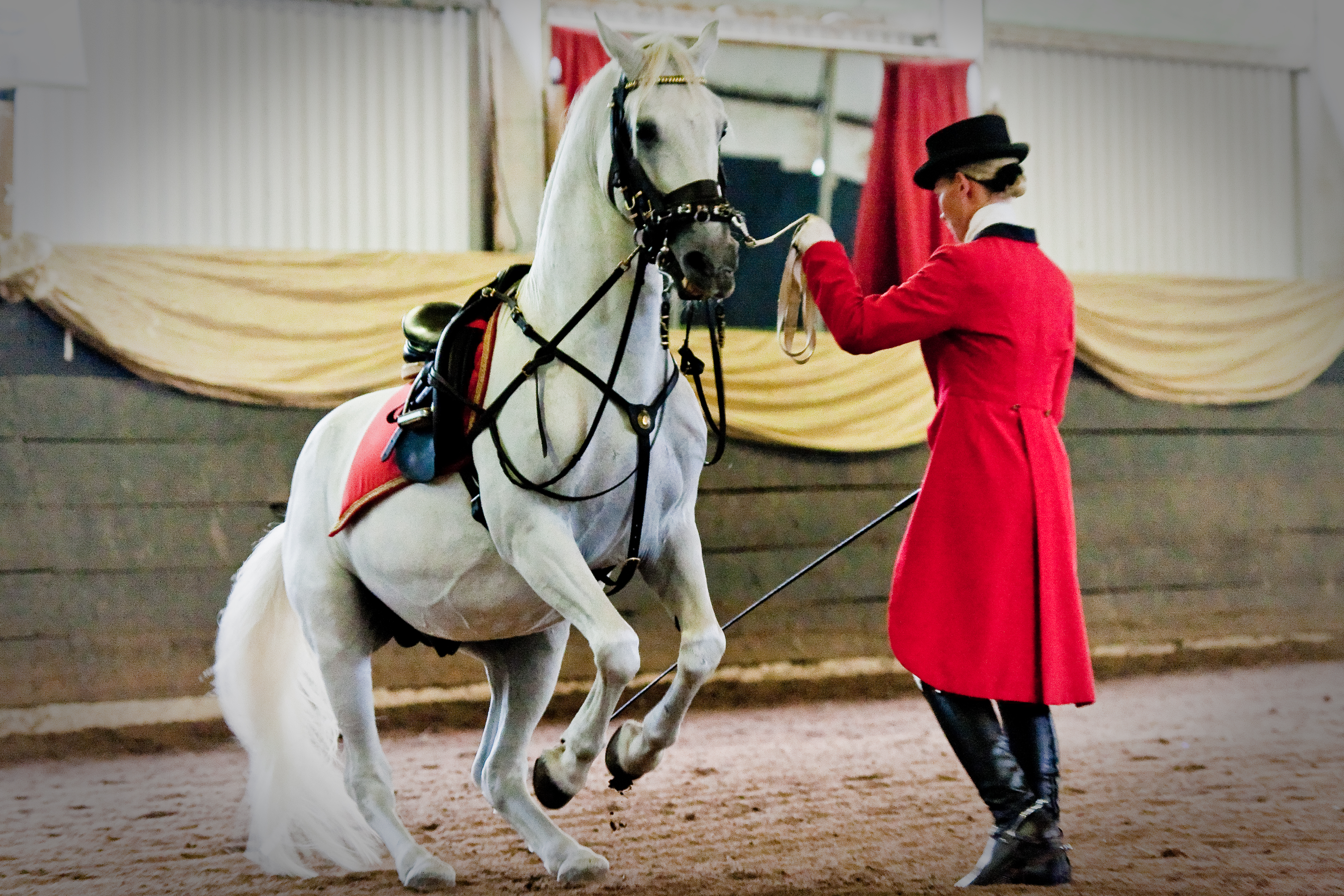
Levade aan de hand
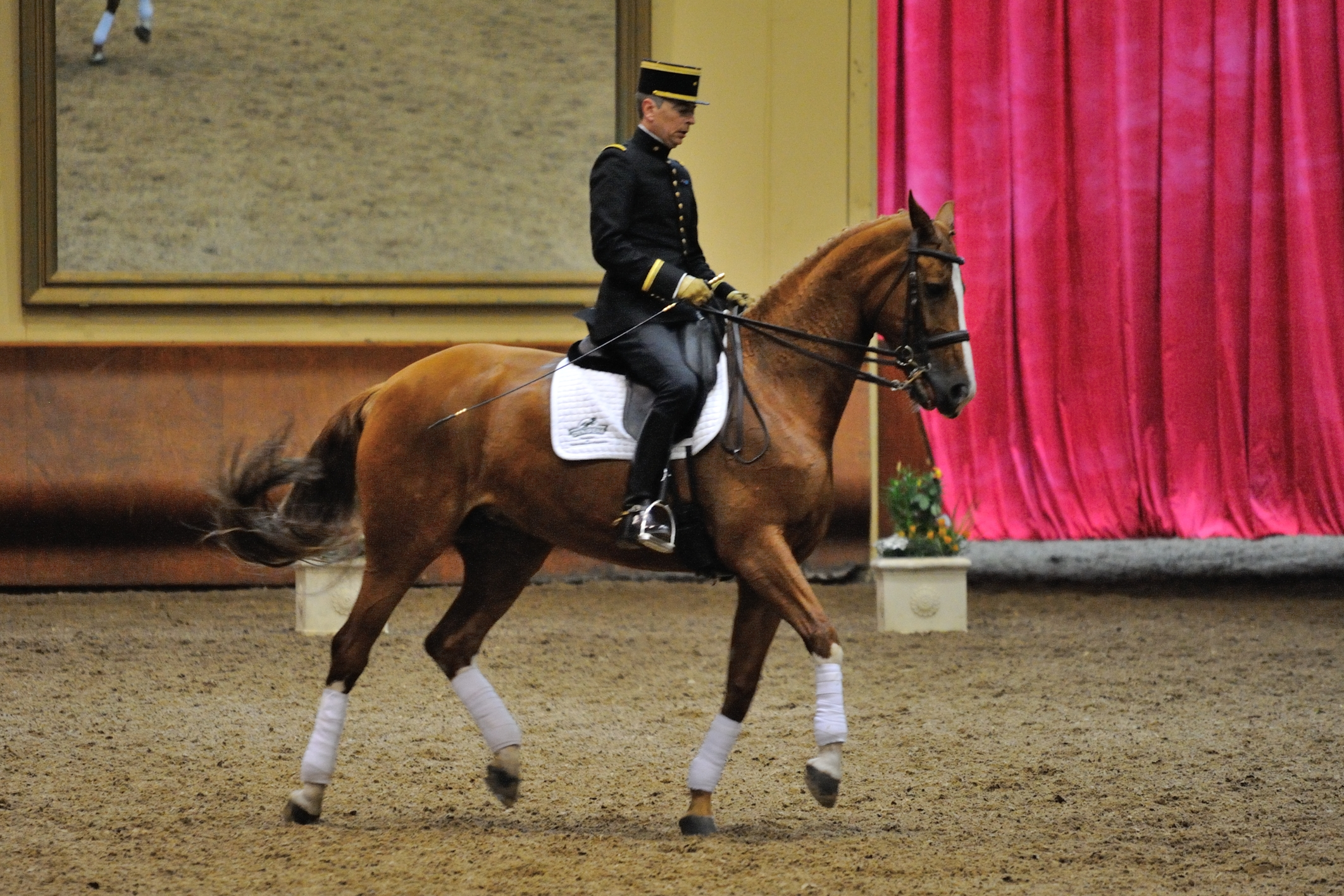
Cadre Noir, passage
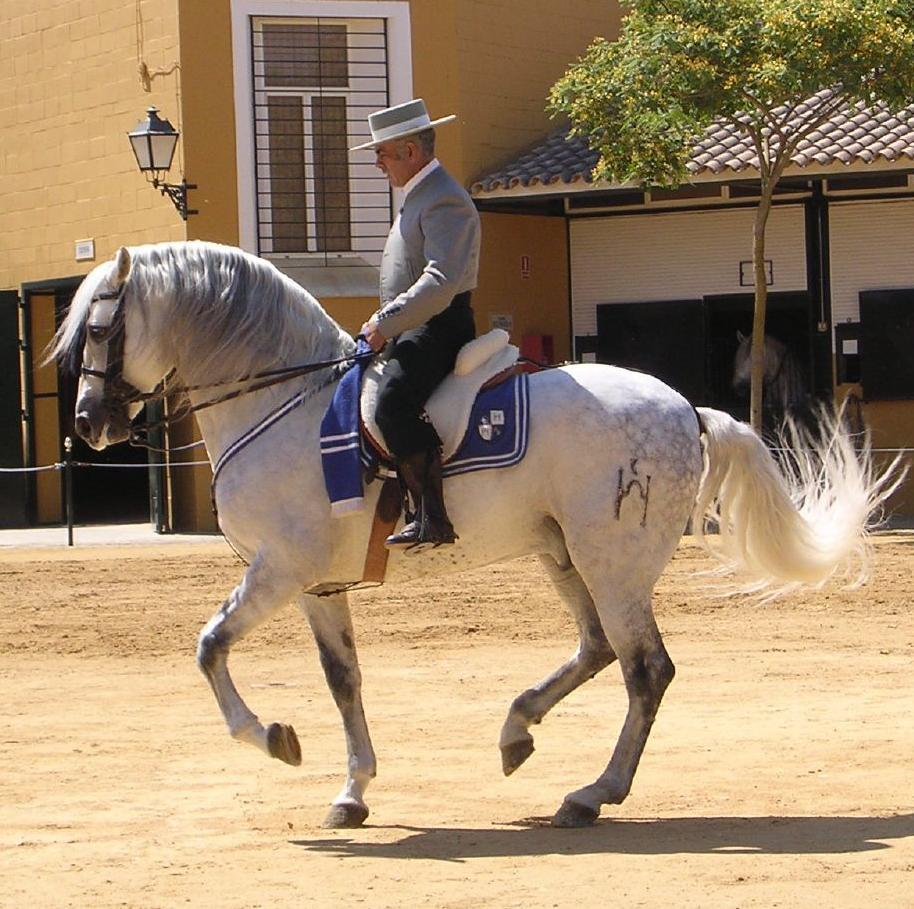
Piaffe met een Andalusiër
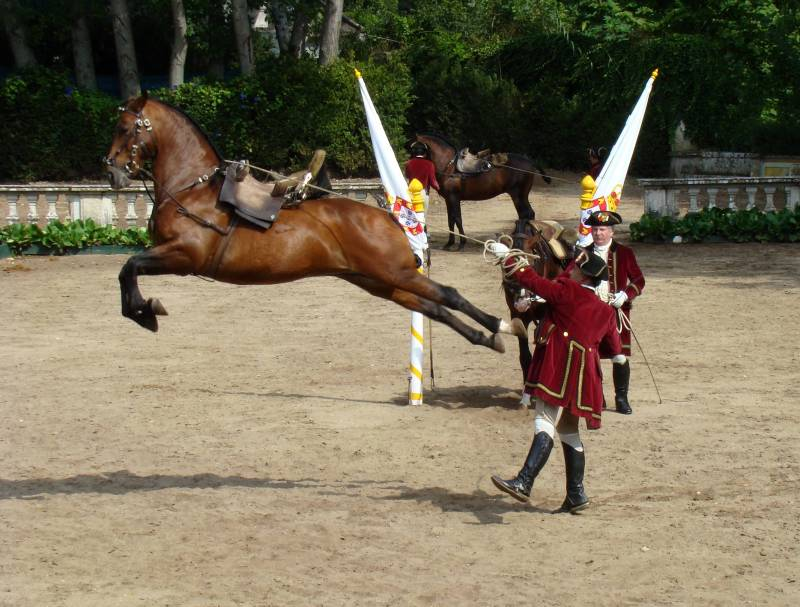
Capriole